# Оннюд
42°55′57″ пн. ш. 119°01′08″ сх. д. / 42.93257° пн. ш. 119.01901° сх. д.
Оннюд (кит. 翁牛特旗, пін. Wēngniútè Qí, трансліт. Ongniud) — один із повітів КНР у складі префектури Чифен, Внутрішня Монголія. Адміністративний центр — містечко Удань.

## Географія
Оннюд лежить у центрі префектури, на південь від річки Шар-Морон (басейн Ляохе).

### Клімат
Хошун знаходиться у зоні, котра характеризується кліматом помірних степів. Найтепліший місяць — липень із середньою температурою 22,9 °C. Найхолодніший місяць — січень, із середньою температурою -11,7 °С.
| Клімат хошуну Оннюд     | Клімат хошуну Оннюд | Клімат хошуну Оннюд | Клімат хошуну Оннюд | Клімат хошуну Оннюд | Клімат хошуну Оннюд | Клімат хошуну Оннюд | Клімат хошуну Оннюд | Клімат хошуну Оннюд | Клімат хошуну Оннюд | Клімат хошуну Оннюд | Клімат хошуну Оннюд | Клімат хошуну Оннюд | Клімат хошуну Оннюд |
| Показник                | Січ.                | Лют.                | Бер.                | Квіт.               | Трав.               | Черв.               | Лип.                | Серп.               | Вер.                | Жовт.               | Лист.               | Груд.               | Рік                 |
| Середній максимум, °C   | −5,3                | −1,2                | 5,6                 | 15,6                | 22,5                | 26,7                | 28,4                | 27,2                | 22,3                | 14,6                | 4                   | −3,2                | 13,1                |
| Середня температура, °C | −11,7               | −8                  | −1                  | 8,9                 | 16,1                | 20,8                | 22,9                | 21,3                | 15,4                | 7,7                 | −2,4                | −9,3                | 6,7                 |
| Середній мінімум, °C    | −16,9               | −13,7               | −7,1                | 2,3                 | 9,4                 | 14,6                | 17,6                | 15,6                | 9                   | 1,6                 | −7,5                | −14,2               | 0,9                 |
| Норма опадів, мм        | 1.3                 | 1.9                 | 7.1                 | 12.8                | 30.7                | 61.5                | 109.2               | 63.7                | 34.4                | 11.7                | 5                   | 1.2                 | 340.5               |
| Вологість повітря, %    | 43                  | 38                  | 37                  | 34                  | 39                  | 53                  | 66                  | 66                  | 57                  | 45                  | 45                  | 45                  | 47.3                |
| ----------------------- | ------------------- | ------------------- | ------------------- | ------------------- | ------------------- | ------------------- | ------------------- | ------------------- | ------------------- | ------------------- | ------------------- | ------------------- | ------------------- |
| Джерело: data.cma.cn    |                     |                     |                     |                     |                     |                     |                     |                     |                     |                     |                     |                     |                     |